# Mauren Brodbeck
Pour les articles homonymes, voir Brodbeck.
Mauren Brodbeck, née en 1974 à Genève, est une artiste contemporaine suisse.

## Formation
Mauren Brodbeck se forme à l’écriture scénaristique, à la production et à la réalisation cinématographique au Canada. Elle est diplômée en 1995 de la Vancouver Film School. Elle est engagée en tant qu’assistante réalisatrice sur la production de film Drawing Flies dont les producteurs exécutifs sont Scott Mosier et Kevin Smith. De 2001 à 2004, elle suit une formation universitaire à l’Art Center College of Design à Pasadena (Californie) aux États-Unis dont elle sort diplômée, Bachelor of Fine art en Photography and Imaging. Afin de compléter sa formation en arts plastiques, elle suit un cursus nouveaux médias à la HEAD (Haute École d'art et de design à Genève), programme « immédiat » dirigé par l’artiste numérique Jean-Louis Boissier.

## Biographie
Choisie pour représenter la jeune scène artistique suisse, elle figure en 2005 dans l’exposition reGeneration 1 : 50 photographes de demain, qui se tient au musée de l’Élysée. L'exposition voyage en Italie, Chine, et aux États-Unis. En 2006, elle fonde Compactlab avec le designer Oliver Rubli, et trouve son expression dans le multisensoriel, la scénarisation et la mise en couleurs des environnements collectifs, en odeurs et en sons. Une activité qu’elle développe jusqu’en 2018. De 2009 à 2012, pour la Fondation Hans Wilsdorf, Mauren Brodbeck réalise le reportage photographique de la construction du Pont Hans Wilsdorf à Genève dont la structure d’anneaux a été dessinée par son père, l’architecte Rino Brodbeck.
Pendant son exposition personnelle, Mood Motel, en 2016, au laboratoire d’art contemporain Andata Ritorno à Genève, elle présente une série d’autoportraits réalisés dans les motels à Hollywood. Une conférence intitulée The Missing Motel est organisée au Pavillon Sicli, le 19 avril 2016, avec le critique d’art Reyner Banham et Jacques Ferrier,.
Dans le cadre de la 6e édition de la Triennale 50JPG (50 Jours Pour la photographie), Mauren Brodbeck participe à l’exposition collective Osmoscosmos au Centre de la photographie de Genève, du 19 juin au 25 août 2019. avec la plasticienne Sylvie Fleury.

## Expositions
- reGeneration 1 : 50 photographes de demain, musée de l’Élysée, du 23 juin au 25 octobre 2005[14]
- Urbanscape, Cityscape and Chocolate » Gallery Heckenhauer, Berlin, 24 mars au 27 avril 2007
- Sweet People, Lausanne, du 15 avril au 22 mai 2010, et à Los Angeles, du 9 septembre au 16 octobre 2010
- Seven Wonders, Espace R - 50 JPG - Centre de la Photographie, Genève, du 3 juin au 31 juillet 2010
- Barenaked, du 23 janvier au 15 février 2015, Hermance (Suisse), à la Fondation Auer Ory pour la photographie Hermance de Michel Auer[15]
- Mood Motel, Andata Ritorno Laboratory for Contemporary Art, Genève, du 17 mars au 16 avril 2016
- Erasure, Galerie  J.J. Heckenhauer, Munich, du 11 avril au 1er juin 2019[16]
- Osmoscosmos, 6e édition de la Triennale 50JPG (50 jours pour la photographie), au Centre de la photographie de Genève, du 19 juin au 25 août 2019[13]